# Salpausselkä
Pour les articles homonymes, voir Salpausselkä (homonymie).
Le Salpausselkä, au pluriel Salpausselät (le terme est généralement employé au pluriel en finnois), sont une série de moraines parallèles du sud de la Finlande.
Les géographes nomment les trois ensembles de moraines Salpausselkä I, Salpausselkä II et Salpausselkä III. Elles ont entre un et 70 mètres de haut (en général 20 mètres).

## Salpausselkä I

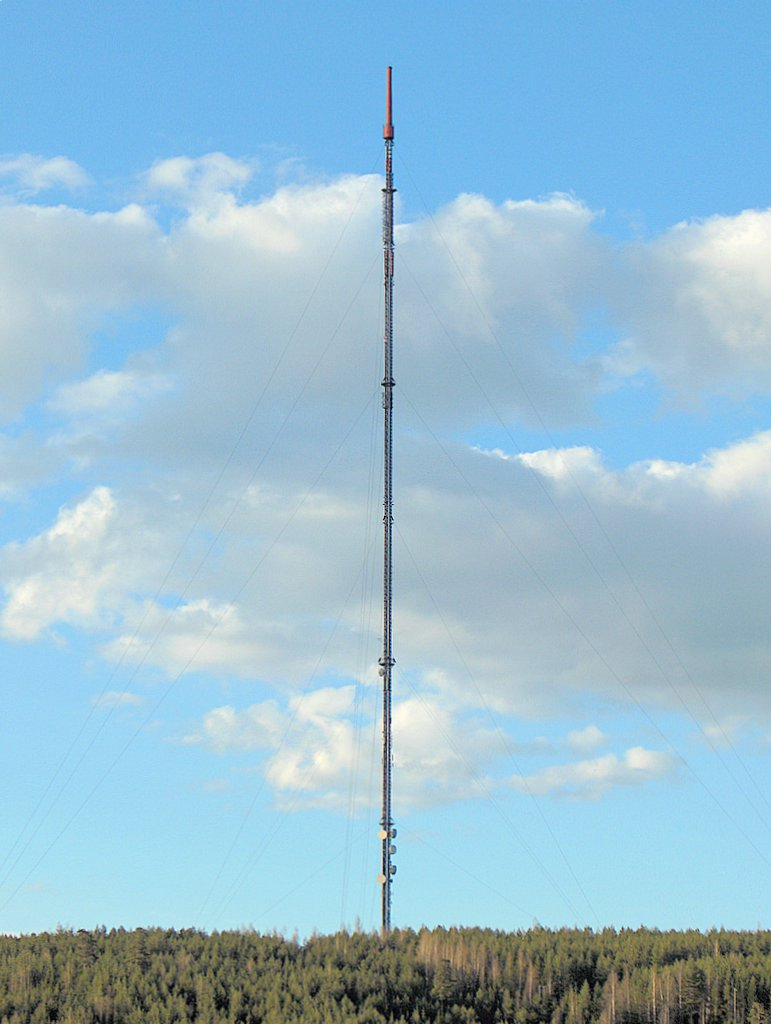
Vue de l'antenne de télévision s'élevant au sommet du Tiirismaa, point culminant des Salpausselät.

La moraine principale, Salpausselkä I, part de Hanko et de l'île de Jurmo pour traverser toute la Finlande vers l'est via Lohja, Lahti, Hyvinkää, Kouvola et Lappeenranta, jusqu'en Russie. Son altitude moyenne par rapport aux plaines est de vingt mètres, le maximum étant d'environ soixante-dix mètres à Lahti avec une altitude maximale de 223 mètres pour la colline de Tiirismaa (fi). À certains endroits son altitude n'est que de quelques mètres, mais cela suffit à empêcher l'écoulement des rivières vers le golfe de Finlande, à l'exception de deux brèches (Kymijoki et Vuoksi). C'est ce relief qui a donné naissance à la région des lacs qui s'étend au nord.

### Formation
Salpausselkä I correspond à la moraine frontale de la calotte glaciaire qui recouvrait la région pendant la dernière glaciation. Les glaciers marquent une pause dans leur retrait à la fin du Pléistocène en raison d'une nouvelle baisse des températures il y a 12 700 à 11 500 ans, connue sous le nom de jeune Dryas. Le premier Salpausselkä est formé vers la fin de la période, il y a environ 12 250 à 12 050 ans.

## Salpausselkä II
Les deux autres Salpausselkä sont discontinus, situés quelques dizaines de kilomètres plus au nord (donc plus récents), et correspondent également à des pauses dans le recul des glaciers. À la fin de la phase de froid, il y a 11 790 à 11 590 ans, le Salpausselkä II s'est formé à 15-25 kilomètres au nord-ouest du Salpausselkä I. Il va de Bromarv jusqu'à l'est de Joensuu.

## Salpausselkä III
Ensuite, le climat s'est réchauffé considérablement au début de l'Holocène, le Salpausselkä III s'est formé il y a environ 10 400–11 300 ans durant l’époque préboréale du début de l'Holocène. Le Salpausselkä III va de Kimitoön à Hämeenlinna.

## Reunamuodostuma
Après des périodes froides répétées, il y a environ 11 000 à 10 900 ans, il est apparu une quatrième formation marginale (en finnois : sisä-Suomen reunamuodostuma) à 80–150 kilomètres au nord du Salpausselkä III, au sud-ouest de Jyväskylä,.